# プロポーズ (平家みちよの曲)
「プロポーズ」は、平家みちよの10枚目のシングル。2001年11月7日発売。

## 概要
本作より、これまで在籍していたワーナーミュージック・ジャパンからzetima（現・アップフロントワークス）へ移籍となった。
テレビ東京系『アイドルをさがせ!』エンディングテーマ。

## 収録曲
（全作詞・作曲：つんく）
1. プロポーズ [4:04]
編曲：小西貴雄
2. パパとママ [4:18]
編曲：松本零士
3. プロポーズ（Hard Crunch Version） [4:07]
編曲：小西貴雄
4. プロポーズ（Instrumental） [4:03]

## 参加ミュージシャン
プロポーズ
- プログラミング&タンバリン：小西貴雄
- マニピュレータ：勝浦剛
- ギター：朝井泰生
- コーラス：平家みちよ

パパとママ
- プログラミング：松本零士
- ドラム：中野周一
- ベース：住吉中
- ギター：松尾和博
- コーラス：平家みちよ

プロポーズ（Hard Crunch Version）
- プログラミング：小西貴雄
- マニピュレータ：勝浦剛
- ドラム：ミヤタヤスオ
- ベース：住吉中
- ギター：朝井泰生
- コーラス：平家みちよ